# Simone da Pantano
Simone Cancellieri, detto Simone da Pantano (Pistoia, ... – inizio del XIV secolo), è stato un politico italiano vissuto a cavallo fra il Due e Trecento. Il suo nome deriva dal fatto che possedeva una fortezza in un luogo chiamato Pantano.
Appartenente alla famiglia dei Cancellieri fu a capo della fazione Nera, che diede origine alle lotte tra guelfi bianchi e neri, che presto si estesero anche a Firenze. Il culmine delle lotte a Pistoia si ebbe tra il 1294 e il 1301 quando i Bianchi vinsero e i Neri con Simone da Pantano vennero esiliati. Egli finì a Firenze, dove era amico di Corso Donati, e di fatto da allora anche le fazioni fiorentine dei Cerchi e Donati presero il nome di "Bianchi e Neri".
Dino Compagni nella sua Cronica ne fa una pessima descrizione:
(Dino Compagni, Cronica delle cose occorrenti ne' tempi suoi)
Nello stesso contesto, Compagni si mostra invece più morbido con il suo avversario, Schiatta Amati, capo della fazione dei Bianchi, che peraltro viene indicato come "vile".